# Pengkol (Nguter)
Pengkol is een bestuurslaag in het regentschap Sukoharjo van de provincie Midden-Java, Indonesië. Pengkol telt 2371 inwoners (volkstelling 2010).